# Troubles de 2008 en Bolivie

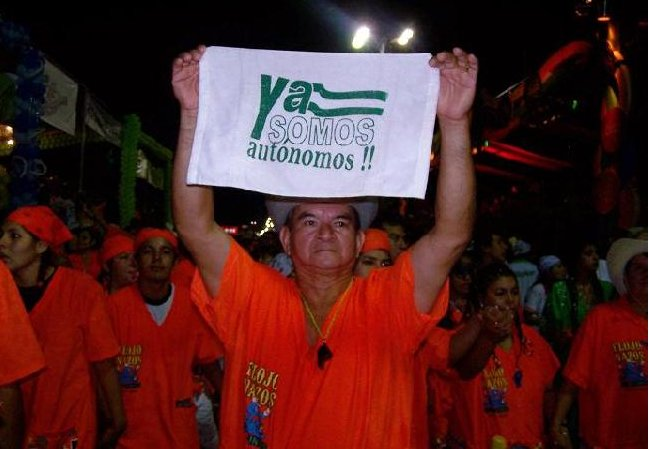
Ya somos autónomos. Manifestation à Santa Cruz de la Sierra en septembre 2008.

Les troubles de 2008 en Bolivie désignent l'ensemble des événements auxquels ont participé des civils et des groupes politiques lors des revendications d'autonomie de certains départements qui ont eu lieu en Bolivie de août 2008 à octobre 2008.
Des revendications pour une plus grande autonomie des départements de l’est du pays et des manifestations contre le président Evo Morales se sont intensifiées au point où des manifestants se sont emparés d’infrastructures de gaz naturel et de bâtiments gouvernementaux. La violence entre les partisans de Morales et ses opposants a fait au moins trente morts.

## Premières manifestations
Le 19 août, les départements orientaux de Santa Cruz, Beni, Pando, Tarija et Chuquisaca appellent à des grèves et des manifestations en opposition aux plans du gouvernement central de détourner une partie de la taxe directe nationale sur les hydrocarbures vers son régime de retraite Renta Dignidad. De brefs affrontements ont lieu à Santa Cruz de la Sierra, capitale de Santa Cruz, entre policiers et jeunes armés appliquant la grève. À Tarija, les manifestants occupent des bâtiments gouvernementaux. En réponse aux troubles, Morales ordonne à l'armée bolivienne de protéger les infrastructures pétrolières et gazières des cinq départements.
Les gouverneurs des départements ont averti le 3 septembre 2008 que si le gouvernement ne changeait pas son cours, les manifestations pourraient entraîner une réduction des exportations de gaz naturel vers l'Argentine et le Brésil. Ils ont également menacé de mettre en place des barrages routiers dans les cinq départements, en plus des barrages routiers installés sur les routes menant à l'Argentine et au Paraguay. Les gouverneurs ont également exigé le retrait des troupes gouvernementales de Trinidad, la capitale du département de Beni, à la suite d'affrontements entre députés et manifestants qui tentaient de s'emparer des installations du service national des impôts de la ville. Le président Morales a accusé les gouverneurs d'avoir organisé un « coup d'État civil » contre son gouvernement.
La sociologue et journaliste Gisela López souligne que « la demande d'autonomie provient du secteur qui domine l'économie à Santa Cruz. Il s'agit d'entrepreneurs dont la fortune est basée sur l'exploitation de la terre et qui veulent obtenir l'administration des ressources naturelles au niveau régional. Ce sont une vingtaine de familles qui possèdent la majorité des terres et financent le comité civique ». La réforme agraire impulsée en 2007 par le gouvernement a été considérée à Santa Cruz comme « une véritable déclaration de guerre », selon la journaliste Reza Nourmamode. Cette réforme prévoit de redistribuer aux paysans des millions d'hectares dont des grands propriétaires terriens se seraient illégalement accaparés ou sous-exploiteraient.

## Intensification de la violence
Les manifestants provoquent l'explosion d'un gazoduc le 10 septembre 2008. Le responsable de la compagnie énergétique nationale bolivienne qualifie l'attaque de « terroriste » et déclare que cela entraînerait une réduction de 10% des exportations vers le Brésil. Le président Morales a envoyé des troupes supplémentaires dans la région à la suite de l'attaque. Le lendemain, des affrontements ont éclaté entre des partisans et des opposants au gouvernement à Cobija, une ville du nord-est du pays, chef-lieu du département de Pando, faisant 20 morts,. Morales a déclaré que son gouvernement serait patient avec les troubles, mais a averti que « la patience a ses limites, vraiment ». Un porte-parole de Morales a déclaré que les troubles ouvraient la voie à « une sorte de guerre civile ».
Le chef de l'opposition nationale, Jorge Quiroga, a accusé le gouvernement central d'avoir organisé des milices pour reprendre la ville de Cobija. Le travail du gouvernement central avait également cessé alors qu'American Airlines suspendait les vols vers son aéroport. Les paysans partisans de Morales menaçaient également d'encercler Santa Cruz. Le président vénézuélien Hugo Chávez a averti que si le président Morales était renversé ou tué, le Venezuela donnerait le « feu vert » pour mener des opérations militaires en Bolivie. L'armée bolivienne a déclaré qu'elle rejetait toute « intervention extérieure » en réponse à Chávez. Morales a exclu l'usage de la force contre les manifestants, appelant à des pourparlers avec les dirigeants de l'opposition.
Le gouverneur du département de Tarija, Mario Cossío, s'est rendu à La Paz le 12 septembre 2008 pour mener des négociations au nom de trois autres gouverneurs de l'opposition ayant rejeté les pourparlers avec le gouvernement central. Morales s'est dit ouvert au dialogue, non seulement avec les gouverneurs, mais également avec les maires et les différents secteurs sociaux. Avant la réunion, Mario Cossio avait appelé au dialogue. « La première tâche est de pacifier le pays, et nous espérons être d'accord avec le président Morales sur ce point. Notre présence a à voir avec cette volonté claire de jeter les bases et de lancer, espérons-le, un processus de dialogue qui aboutira à un grand accord pour la réconciliation nationale ». Le vice-président Álvaro García a déclaré une journée de deuil national pour les 20 personnes tuées à Pando, dont la plupart étaient des agriculteurs pro-Morales abattus par des personnes qui, selon le gouvernement, seraient associées à l'opposition.

## État d'urgence à Pando
Les autorités boliviennes ont déclaré l'état d'urgence à Pando, qui a débuté à minuit le 12 septembre 2008. Pendant l'état d'urgence, les garanties constitutionnelles sont suspendues, les véhicules privés sans autorisation sont bannis de la rue, les groupes ne sont pas autorisés à se réunir; les bars, restaurants et discothèques doivent fermer à minuit et il est interdit aux résidents de porter des armes à feu. Morales a déclaré que la loi martiale n'était pas nécessaire nulle part ailleurs dans le pays.
Après la proclamation de l'état d'urgence, les troupes boliviennes ont pris le contrôle de l'aéroport de Cobija, la capitale, et se sont préparées à reprendre la ville. Morales a accusé le gouverneur de Pando d'avoir orchestré « un massacre » d'agriculteurs soutenant Morales. Le gouverneur de Pando, Leopoldo Fernández, a rejeté l'accusation, affirmant : « Ils m'ont accusé d'avoir utilisé des tueurs, alors que tout le monde sait que ces paysans socialistes, ces faux paysans, étaient armés ». Dans un discours prononcé à Cochabamba, Morales a condamné les gouverneurs de l'opposition, affirmant qu'ils « conspiraient contre nous par un coup d'État fasciste et raciste » et qu'ils étaient « les ennemis de tous les Boliviens ». Tout en promettant d'adopter une constitution contredite par les gouverneurs, M. Morales a déclaré que la « révolution démocratique » de la Bolivie devait être perçue comme suit : « Nous avons toujours crié "patrie ou mort". Si nous ne sortons pas victorieux, nous devons mourir pour le pays et le peuple bolivien »,. Morales a également déclaré qu'il n'hésiterait pas à étendre l'état d'urgence à d'autres départements contrôlés par l'opposition. Rubén Costas, le gouverneur de Santa Cruz, a minimisé les chances d'une avancée décisive dans les discussions, ajoutant que « s'il n'y a plus qu'un mort ou un blessé, toute possibilité de dialogue sera brisée ».
Le 14 septembre 2008, Branko Marinkovic, chef de file de l'opposition et homme d'affaires indépendantiste, a annoncé que les manifestants qu'il dirigeait retireraient leurs barrages routiers, ce qui serait « un signe de bonne volonté » pour permettre au dialogue de prospérer et pour appeler le gouvernement à mettre fin à la « répression et au génocide dans le département de Pando ». Les troupes qui avaient atterri à Cobija ont également commencé à patrouiller dans les rues avant l'aube et ont découvert de plus en plus de cadavres lors des affrontements à Pando entre les partisans de Morales et les opposants. Alfredo Rada, ministre du gouvernement de Pando, a déclaré: « Nous approchons de la barre des 30 ». Un assistant du gouverneur de l'opposition à Pando a nié que l'armée contrôlait la capitale du département. Les troupes étaient également à la recherche du gouverneur de Pando, Fernández, chargées de l'arrêter.
Un porte-parole de Morales a déclaré que les barrages restaient sur la route et qu'un « groupe armé » avait incendié l'hôtel de ville de Filadelfia, une municipalité située près de Cobija. Le porte-parole du gouvernement de Pando a déclaré que les citoyens de Cobija ne souhaitaient pas que l'armée pénètre dans la ville et qu'ils n'allaient pas suivre la loi martiale.
L'armée bolivienne a arrêté une dizaine de personnes pour leur implication présumée dans les affrontements meurtriers. Le 16 septembre, Leopoldo Fernández a également été arrêté par les forces armées. Il a été transféré à La Paz par avion pour faire face à des accusations selon lesquelles il aurait embauché des tueurs pour tirer sur des partisans du gouvernement. Il est accusé de génocide.
Les États-Unis ont commencé à évacuer des volontaires du Corps de la paix de la Bolivie et ont organisé au moins deux vols d'évacuation en réponse aux événements,. En dépit de cette arrestation, les gouverneurs de l'opposition ont accepté des pourparlers, à la condition que les manifestants anti-Morales mettent fin à l'occupation des bâtiments du gouvernement. Parmi les sujets de discussion figurent les efforts de l'opposition pour plus d'autonomie pour leurs provinces et une plus grande part des revenus énergétiques de l'État. Les discussions devaient commencer jeudi. L'armée a également affirmé son soutien à Morales. Morales a nommé le Contre-amiral de la marine Landelino Bandeiras en remplacement du gouverneur de Pando, le 20 septembre 2008. Le porte-parole du président iranien Ivan Canelas a fait état de difficultés dans les pourparlers de paix qui pourraient entraver les pourparlers de paix et a condamné le « manque de volonté politique de ces autorités de soutenir les efforts déployés par le gouvernement central pour préserver la paix et l'unité nationale »[réf. à confirmer].
Les partisans de Morales ont menacé de prendre d'assaut la ville de Santa Cruz si les pourparlers devaient échouer.
Le 25 septembre 2008, Morales a rejeté les propositions d'autonomie présentées par les provinces de l'est, mettant les discussions en suspens. Le 20 octobre 2008, Morales et l'opposition ont convenu d'organiser le référendum le 25 janvier 2009 et des élections anticipées en décembre 2009; Morales a promis à son tour qu'il ne se représenterait pas en 2014 après sa réélection probable en 2009, bien qu'il soit autorisé à le faire en vertu de la nouvelle constitution.

## Réponse diplomatique
Des câbles diplomatiques divulgués par Wikileaks révèlent que le gouvernement américain a jugé crédible l’hypothèse d’un coup d’État contre le président Evo Morales, voire de son assassinat. Les États-Unis avaient également versé des financements aux autorités régionales de la Media Luna (qui comprend les départements de Pando, Beni, Santa Cruz et Tarija) « pour renforcer les gouvernements régionaux dans le but de faire contrepoids au gouvernement central », selon une note de l'USAID.
Accusant les États-Unis de soutenir les gouverneurs de l'opposition et de tenter de renverser son gouvernement, Morales a déclaré l'ambassadeur des États-Unis en Bolivie Philip Goldberg persona non grata et lui a ordonné de quitter le pays. Les États-Unis ont réagi en expulsant l'ambassadeur de Bolivie à Washington. Le porte-parole du département d'État américain, Sean McCormack, a exprimé ses regrets devant les retombées diplomatiques, affirmant que cela « nuirait aux intérêts des deux pays, compromettra la lutte en cours contre le trafic de drogue et aura de graves implications régionales ». Le président Morales a déclaré qu'il ne voulait pas rompre les relations diplomatiques avec les États-Unis, mais que les actions de l'ambassadeur étaient « très sérieuses », affirmant que celui-ci avait rencontré les dirigeants provinciaux et avait incité à l'agitation. Avant son départ, l'ambassadeur américain a averti la Bolivie qu'elle ferait face à des « conséquences graves » et qu'elle « n'avait pas correctement évalué » les représailles de Washington.
Le président vénézuélien, Hugo Chávez, a également ordonné à l'ambassadeur américain à Caracas, Patrick Duddy, de partir, affirmant qu'il s'agissait d'une partie de la solidarité avec la Bolivie. Chávez a également rappelé qu'il rappelait l'ambassadeur du Venezuela aux États-Unis jusqu'à l'entrée en fonction du nouveau gouvernement. Chávez a accusé les États-Unis d'être impliqués dans les troubles en déclarant que « les États-Unis sont derrière le plan contre la Bolivie, derrière le terrorisme ».
Le porte-parole du département d'État, Sean McCormack, a déclaré que les expulsions par la Bolivie et le Venezuela reflètent « la faiblesse et le désespoir de ces dirigeants face à des défis internes ». Morales a répondu que l'acte « n'était pas de faiblesse, mais de dignité » et visait à libérer la Bolivie de « l'empire américain ».

### Autres réponses
- Brésil : le ministère des Affaires étrangères a déclaré que le gouvernement brésilien prenait les mesures nécessaires pour garantir l'approvisionnement en gaz du pays. Il a également exprimé sa « vive préoccupation » devant les troubles en Bolivie en déplorant le déclenchement de la violence et les attaques contre les institutions de l'État et l'ordre public[34]. L'aide du président Luiz Inácio Lula da Silva a déclaré que des membres haut placés de son gouvernement et de l'Argentine étaient prêts à tenter de négocier un accord entre Morales et ses adversaires[35].
- Équateur : le président Rafael Correa a déclaré que la Bolivie et le Venezuela avaient suffisamment de raisons d'expulser les ambassadeurs des États-Unis, affirmant que l'Équateur expulserait également un diplomate qui s’immiscerait dans les affaires intérieures de son pays[36].
- Union européenne : Dans une déclaration, l'UE a exhorté « toutes les parties à prendre des mesures pour établir rapidement » des pourparlers visant à empêcher l'aggravation de la situation, offert de servir de médiateur entre les parties adverses et exprimé ses regrets pour les attaques contre des projets d'aide[37].
- Honduras : le président Manuel Zelaya a repoussé une cérémonie au cours de laquelle l'ambassadeur des États-Unis présenterait une lettre avec ses diplômes diplomatiques « en solidarité avec le président bolivien, Evo Morales »[38]. Quelques jours plus tard, il a demandé à l'envoyé de présenter ses lettres de créance en tant qu'ambassadeur plus tard dans la semaine[39].
- Nicaragua : le président Daniel Ortega a annoncé son soutien à l'expulsion de l'ambassadeur américain par la Bolivie. Il a par la suite rejeté l'invitation à rencontrer le président américain George W. Bush par « solidarité » avec Morales[40].
- Chili : la présidente du pays et présidente intérimaire de l'Union des nations sud-américaines, Michelle Bachelet, a convoqué une réunion d'urgence des chefs d'État à Santiago du Chili le lundi 15 septembre pour analyser la situation politique en Bolivie. Cette réunion s'est terminée par un soutien au dirigeant bolivien[41],[42]. Le 24 septembre 2008, Unasur a décidé d'envoyer une commission spéciale chargée d'enquêter sur les violences à Pando[43].
- Le secrétaire général de la Communauté andine des Nations, Freddy Ehlers, a condamné les violences en Bolivie et a appelé à un dialogue entre le gouvernement et l'opposition[44].
- Nations unies : le secrétaire général des Nations unies Ban Ki-moon « rejette le recours à la violence comme moyen de parvenir à des fins politiques et se joint à d'autres, notamment le secrétaire général de l'Organisation des États américains, José Miguel Insulza, et la Conférence des évêques catholiques de Bolivie - pour le dialogue, de toute urgence, et pour rechercher un consensus sur les questions urgentes qui touchent le peuple bolivien », selon une déclaration publiée par l'ONU[45].